# Хелештени (Јаши)
Хелештени (рум. Heleșteni) насеље је у Румунији у округу Јаши у општини Хелештени. Oпштина се налази на надморској висини од 263 m.

## Становништво
Према подацима из 2011. године у насељу је живело 740 становника.